# Live and Learn
Live and Learn is een nummer van de Amerikaanse swingbeatformatie Joe Public. Het is de tweede single van hun titelloze debuutalbum uit 1992. In februari dat jaar werd het nummer eerst in de VS en Canada op single uitgebracht. In mei volgde Europa en in juni Australië en Nieuw-Zeeland.

## Achtergrond
De plaat bevat samples uit Sing a Simple Song van Sly & the Family Stone, The Grunt van The J.B.'s, Get Up, Get Into It, Get Involved van James Brown, I Don't Know What This World is Coming to van The Soul Children, All Your Goodies are Gone van Parliament en Peg van Steely Dan. 
"Live and Learn" werd een hit in een aantal landen en behaalde in thuisland de VS de 4e positie in de Billboard Hot 100. In Canada werd de 41e positie bereikt, Australië de 45e, Nieuw-Zeeland de 3e, Duitsland de 16e, Zweden de 22e, de Eurochart Hot 100 zelfs de numner 1 en in het Verenigd Koninkrijk de 43e positie in de UK Singles Chart.
In Nederland was de plaat op vrijdag 22 mei 1992 Veronica Alarmschijf op Radio 3 en werd mede hierdoor een hit in de destijds twee landelijke hitlijsten op de nationale publieke popzender. De plaat bereikte de 3e positie in de Nederlandse Top 40 en de 4e positie in de Nationale Top 100.
In België bereikte de plaat de 10e positie in zowel de voorloper van de Vlaamse Ultratop 50 als de Vlaamse Radio 2 Top 30. In Wallonië werd géén notering behaald.